# Phymanthidae
Phymanthidae är en familj av koralldjur. Phymanthidae ingår i ordningen havsanemoner, klassen Anthozoa, fylumet nässeldjur och riket djur. Enligt Catalogue of Life omfattar familjen Phymanthidae 12 arter. 
Kladogram enligt Catalogue of Life:
| Phymanthidae | \| \| Heteranthus \| \| \| \| \| \| Phymanthus \| \| \| \| |
|              | \| \| Heteranthus \| \| \| \| \| \| Phymanthus \| \| \| \| |
|              | Heteranthus                                                |
|              |                                                            |
|              | Phymanthus                                                 |
|              |                                                            |